# Tigiria (stato)
Lo Stato di Tigiria fu uno stato principesco del subcontinente indiano, avente per capitale la città di Tigiria.

## Geografia
Lo stato era circondato a nord dallo stato di Dhenkanal, ad est dallo stato di Athgarh, a sud dal fiume Mahanadi e a ovest dallo stato di Baramba. Il nome di 'Tigiria' deriva dal sanscrito Trigiri e significa "tre colline" per la conformazione territoriale dell'area.

## Storia
Lo stato di Tigiria venne fondato in data incerta nel XVI secolo da un principe di nome Nityananda Tunga del clan dei Kshatriya Tunga della regione di Odisha. Secondo la leggenda questi si diresse in un luogo comunicatogli in sogno mentre si trovava in pellegrinaggio verso Puri. Nel 1682, i maratha concessero il titolo di mahapatra al raja Sankarsen Tunga per i servigi da questo resi all'impero. Il suo successore, Gopinath Chamupati Singh, venne autorizzato a fregiarsi del titolo di virasarvasvam.
L'ultimo raja Chamupati Singh Mahapatra siglò l'Instrument of Accession all'Unione Indiana il 1º gennaio 1948

## Governanti
I governanti avevano il titolo di Raja.

### Raja
- Nityananda Tunga
- Sankarsen Tunga (1682–1742)
- Gopinath Chamupati Singh (1743–..)
- Jadumani Rai Singh (..–1793)
- Jagannath Chamupati Singh (1797–1844)
- Harihar Kshatriya Birbar Chamupati Singh (1844–8 aprile 1886)
- Banamali Kshatriya Birbar Chamupati Singh (8 aprile 1886–1933)
- Sudarshan Kshatriya Birbar Chamupati Singh (1933–1943)
- Brajraj Kshatriya Birbar Chamupati Singh Mahapatra (1943–1 gennaio 1948)